# Candombe beat
El candombe beat es un género musical nacido en Uruguay. Proviene de una fusión del candombe con la música beat. Surgió a fines de la década de 1960 y logró su máxima expresión en la década de 1970. En este contexto, los jóvenes que deseaban transgredir la sociedad conservadora estaban «deslumbrados» por el fenómeno de The Beatles. Antes de que Santana empezara con su rock latino, fueron pioneros al introducir tumbadoras y tambores afrouruguayos dentro del estilo beat.

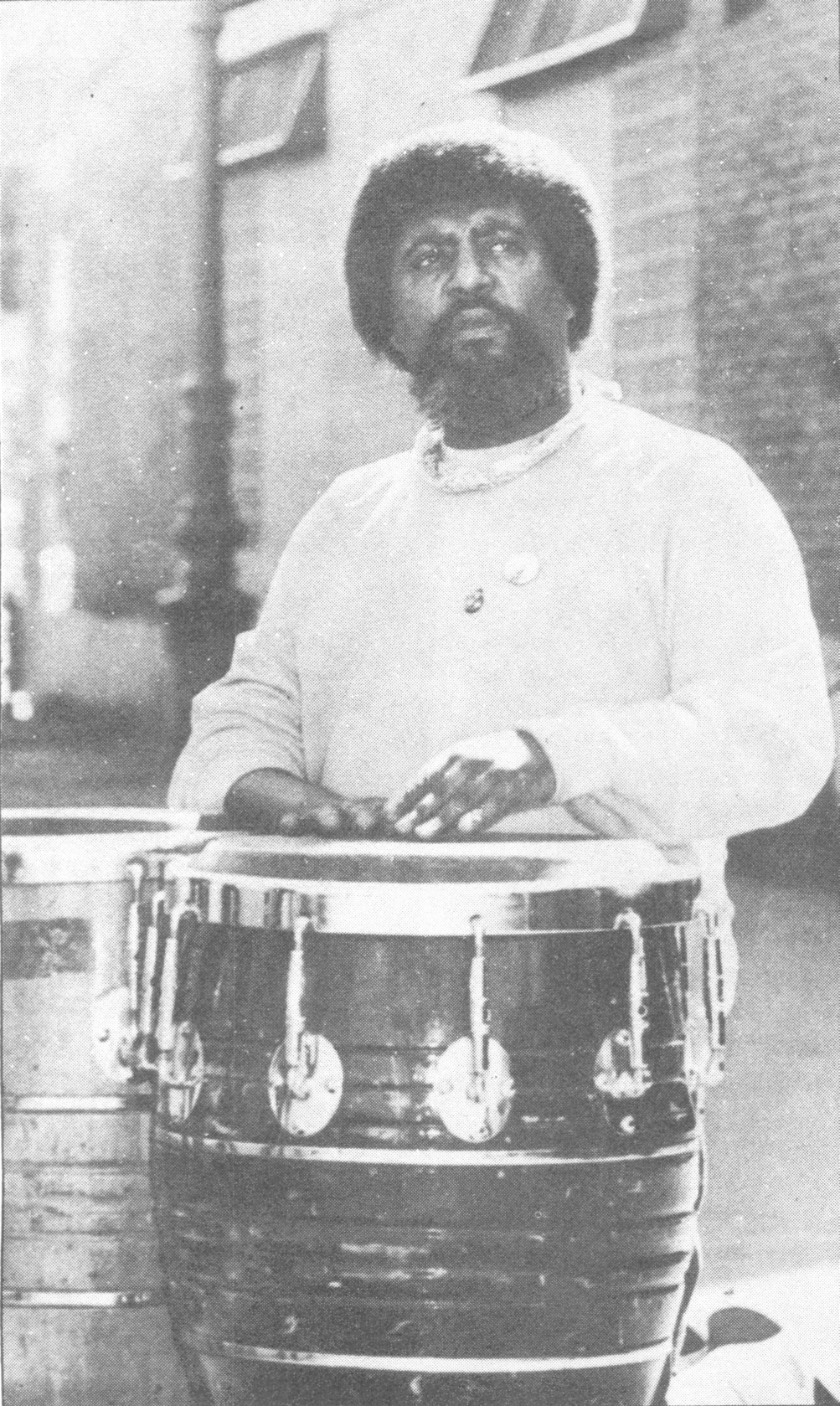
Fotografía de Rubén Rada publicada en 1984.

Las bandas El Kinto y, posteriormente, Totem fueron pioneras en este género. Fue cultivado tempranamente por músicos como Eduardo Mateo, Rubén Rada, Walter Cambón, Hugo Fattoruso, Osvaldo Fattoruso y Urbano Moraes. El nombre «candombe beat» fue acuñado por los integrantes de El Kinto. Algunas de las primeras canciones gestadas por esta banda en este género fueron: Muy lejos te vas (Rubén Rada), Suena blanca espuma (Walter Cambón), Yo volveré por ti (Urbano Moraes), Bien de Bien (Rubén Rada y Eduardo Mateo), Todo el día y Candombe (ambas con música de Eduardo Mateo y letra de Horacio Buscaglia) y Don Pascual (Mario «Chichito» Cabral).
Otros músicos uruguayos que estuvieron en el origen del candombe beat fueron: Manolo Guardia, Chichito Cabral, Eduardo Useta, "Pelín" Capobianco, Heber Escayola, Caio Vila, y "Mingo" Medina.
Antes de que los integrantes de El Kinto desarrollaran el género, particularmente en Orfeo Negro, ya había habido acercamientos del candombe con otros géneros. Tradicionalmente el candombe era asociado a un fenómeno racial, situación que se debió transgredir para llevarlo a otras esferas. En este sentido, se pueden datar diversos antecedentes. En 1964, Georges Roos (tío de Jaime) se embarcó en un proyecto con la idea de que el candombe tenía la potencialidad de ser un género musical internacional. Uno de los proyectos fue grabar un disco con el pianista Manolo Guardia. Así surgió el LP titulado Candombe, editado en 1965 en Argentina por el sello Producciones  Fermata. Asimismo, también se grabó en Montevideo, bajo el sello Chic, un disco titulado Candombe por el Grupo del Plata. Aquí se mezclaba el candombe con el jazz, la música bailable cubana, la bossa nova e incipientes rasgos de la música pop. Aunque estas iniciativas tuvieron muy poca difusión en las radios, sí tuvieron influencias en algunos músicos, particularmente en los del grupo de Orfeo Negro.
Otros muchos artistas uruguayos han seguido promoviendo y publicando trabajos con este estilo, entre ellos están Jorge Galemire, Jorge Schellemberg, Pablo Sciuto, Pippo Spera, Fernando Cabrera, entre otros.
Los orígenes, desarrollo, protagonistas y su impacto musical y cultural del candombe beat en Uruguay, fueron estudiados y plasmado en el libro "Candombe Beat: Origen y Creadores de un Sonido con Identidad". Nelson Caula. Ediciones B Uruguay S.A. (2018).